# University of Westminster Press
University of Westminster Press est l'édition académique ouverte de l'Université de Westminster, en Angleterre. Cette édition publie des ouvrages universitaires et des revues à comité de lecture, et est publiée sur la plate-forme Ubiquity Press.